# بوردرلاندز (فلم)
بوردرلاندز (بالإنجليزية: Borderlands) هو فيلم أكشن خيال علمي أمريكي قادم من إخراج إيلي روث مبني على سلسلة ألعاب فيديو تحمل نفس الاسم. الفيلم من إنتاج آفي آراد وبطولة كيت بلانشيت، كيفن هارت، جاك بلاك وجيمي لي كرتيس.

## روابط خارجية
مقالات تستعمل روابط فنية بلا صلة مع ويكي بيانات